# Манзано-Спрінгс (Нью-Мексико)
Манзано-Спрінгс (англ. Manzano Springs) — переписна місцевість (CDP) в США, в округах Торренс і Берналільйо штату Нью-Мексико. Населення — 154 особи (2020).

## Географія
Манзано-Спрінгс розташоване за координатами 34°57′41″ пн. ш. 106°13′58″ зх. д. / 34.96139° пн. ш. 106.23278° зх. д. (34.961370, -106.232735).  За даними Бюро перепису населення США в 2010 році переписна місцевість мала площу 5,90 км², уся площа — суходіл.

## Демографія
Згідно з переписом 2010 року, у переписній місцевості мешкало 137 осіб у 67 домогосподарствах у складі 36 родин. Густота населення становила 23 особи/км².  Було 91 помешкання (15/км²).
Расовий склад населення:
| - 81,0 % — білих - 1,5 % — корінних американців - 1,5 % — азіатів - 10,2 % — осіб інших рас |

До двох чи більше рас належало 5,8 %. Частка іспаномовних становила 20,4 % від усіх жителів.
За віковим діапазоном населення розподілялося таким чином: 19,0 % — особи молодші 18 років, 64,9 % — особи у віці 18—64 років, 16,1 % — особи у віці 65 років та старші. Медіана віку мешканця становила 50,1 року. На 100 осіб жіночої статі у переписній місцевості припадало 93,0 чоловіків;  на 100 жінок у віці від 18 років та старших — 85,0 чоловіків також старших 18 років.
За межею бідності перебувало 18,8 % осіб, у тому числі 0,0 % дітей у віці до 18 років та 0,0 % осіб у віці 65 років та старших.
Цивільне працевлаштоване населення становило 74 особи. Основні галузі зайнятості: освіта, охорона здоров'я та соціальна допомога — 51,4 %, науковці, спеціалісти, менеджери — 18,9 %, оптова торгівля — 16,2 %.